# Parco nazionale di Yangudi Rassa
Il parco nazionale di Yangudi Rassa occupa una superficie di 4731 km² e si trova nella Regione degli Afar, in Etiopia, 500 km a nord-est di Addis Abeba. Il parco è situato ad un'altitudine compresa tra 400 e 1459 metri. Le temperature diurne possono raggiungere i 42 °C. Le precipitazioni sono scarse, di conseguenza la vegetazione di questa zona sub-desertica è costituita principalmente da distese di erbe ingiallite e da savana. La protezione del parco è garantita principalmente dal suo ambiente particolarmente ostile e dalla sua posizione in una sorta di «terra di nessuno» tra i gruppi etnici tribali in conflitto tra loro.

## Storia

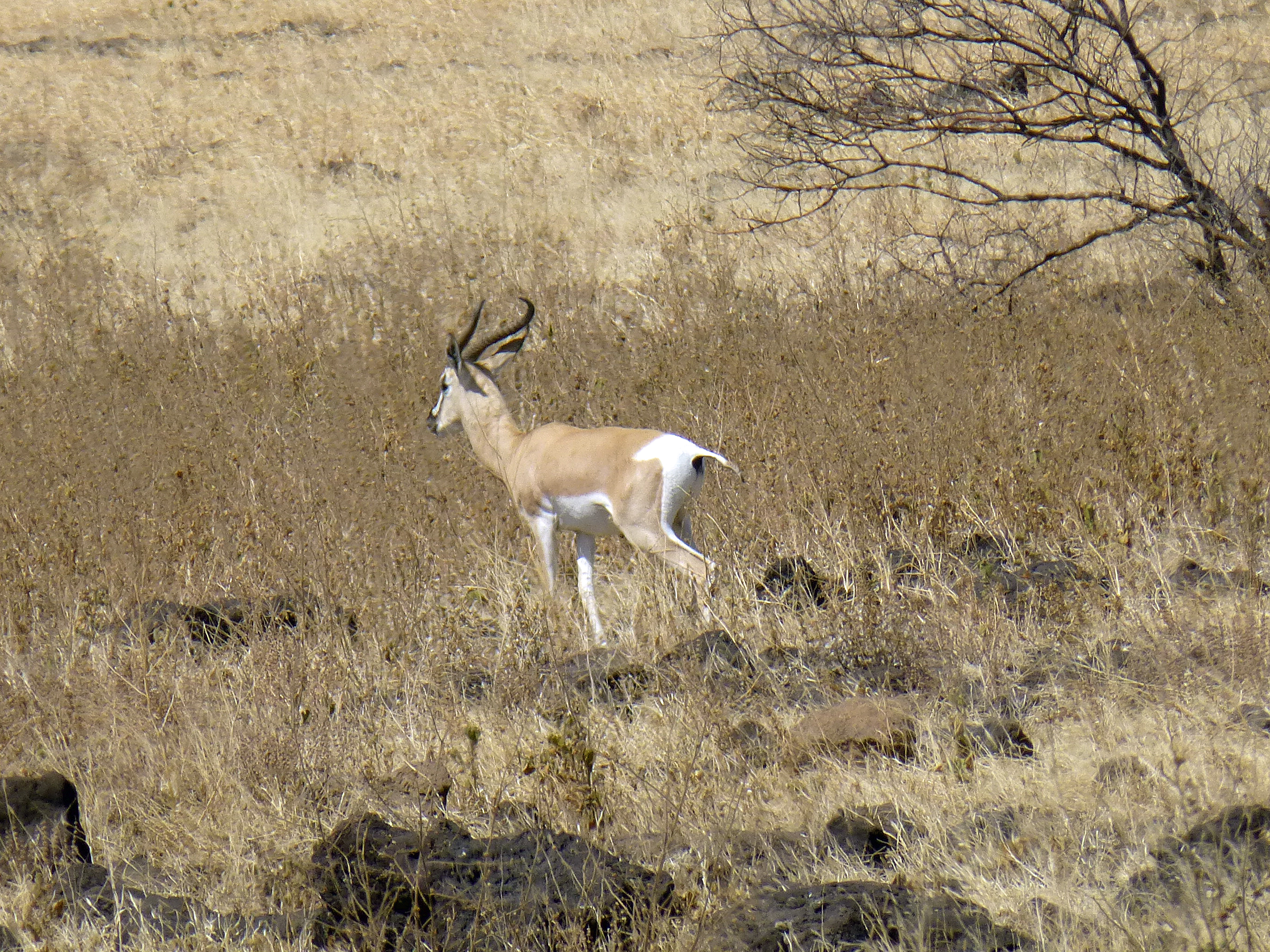
Gazzella di Sömmerring nel parco.

L'istituzione del parco venne proposta nel 1977 allo scopo di proteggere l'asino selvatico africano (Equus africanus), attualmente scomparso dalla regione. Già nel 1994 non se ne trovava più un solo esemplare nel parco, ma la sua scomparsa è stata confermata solamente nel 2007. Fortunatamente, nella vicina Riserva dell'Asino Selvatico di Mile-Serdo ne sopravvive ancora una piccola popolazione stabile.

## Fauna
Il parco offre la dimora a 36 specie di mammiferi, tra cui l'orice, la gazzella di Sömmerring, il facocero, il gerenuk, la zebra di Grévy e il kudù maggiore e minore. I predatori sono rappresentati da serval, ghepardi, leopardi e sciacalli dorati africani.
Inoltre, nel parco si trovano circa 140 specie di uccelli, tra cui due endemiche. Particolarmente degni di nota sono lo struzzo, il fenicottero minore e l'otarda araba.